# Donatiemuur

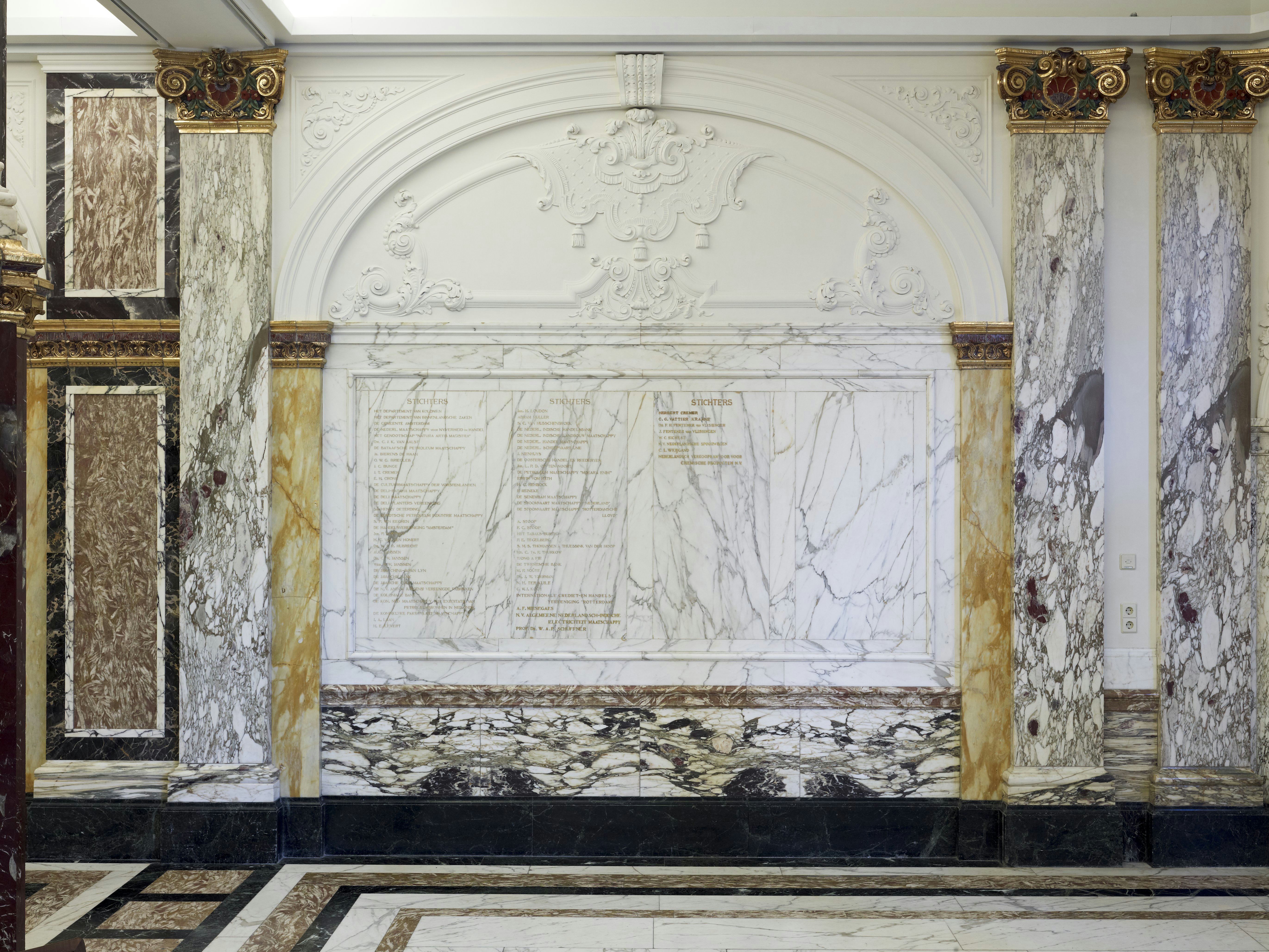
Plaquette in het KIT Amsterdam, met de namen van de financiers van het gebouw in de marmerbekleding (ca. 1920)

Een donatiemuur of donatiewand is een plaquette of lijst met namen van donateurs. Ze zijn aan te treffen op een voor het publiek zichtbare plek bijvoorbeeld in een museum of bij een sportevenement. In de Verenigde Staten zijn dit soort lijsten met sponsoren te vinden in non-profitinstellingen als ziekenhuizen, universiteiten, bibliotheken of religieuze gebouwen.
De donatiemuur bestaat uit een lijst met namen van personen, bedrijven of instellingen die geld hebben bijgedragen aan een inzamelcampagne of fondsenwerving. Een donatiewand heeft als doel haar donateurs te bedanken, maar dient ook als een stimulans voor potentiële nieuwe donateurs. 